# 福島県道226号会津郷戸停車場線
福島県道226号会津郷戸停車場線（ふくしまけんどう226ごう あいづごうどていしゃじょうせん）は、福島県河沼郡柳津町にある一般県道である。

## 路線概要
- 起点：河沼郡柳津町大字柳津字百苅（JR只見線 郷戸駅前）
- 終点：河沼郡柳津町大字柳津字家ノ北山丙
- 総延長：268 m[1]
  - 実延長：総延長に同じ
- 路線認定年月日：1959年8月31日[2]

## 通過する自治体
- 河沼郡柳津町

## 接続・交差する道路
- 国道252号

## 沿線
- 只見川
- 柳津ダム